# Spanien i olympiska sommarspelen 1996
Spanien deltog i de olympiska sommarspelen 1996 med en trupp bestående av 289 deltagare, och totalt tog landet 17 medaljer.

## Boxning
Lätt flugvikt
- Rafael Lozano →  Brons
  - Första omgången — Besegrade Joseph Benhard (Namibia), 10-2
  - Andra omgången — Besegrade Masibulele Makepula (Sydafrika), 14-3
  - Kvartsfinal — Besegrade La Paene Masara (Indonesien), 10-9
  - Semifinal — Förlorade mot Mansueto Velasco (Filippinerna), 10-22

## Bågskytte
Herrarnas individuella
- Antonio Vazquez → 32-delsfinal, 60:e plats (0-1)

## Cykling

### Road competition
Herrarnas tempolopp
- Miguel Indurain
  - Final — 1:04:05 (→  Guld)
- Abraham Olano
  - Final — 1:04:17 (→  Silver)

Damernas linjelopp
- Joane Somarriba
  - Final — 02:37:06 (→ 21:e plats)
- Fatima Blazquez
  - Final — 02:46:27 (→ 40:e plats)
- Izaskun Bengoa
  - Final — fullföljde inte (→ ingen placering)

Damernas tempolopp
- Joane Somarriba
  - Final — 38:55 (→ 13:e plats)

### Bana
Herrarnas poänglopp
- Juan Llaneras
  - Final — 17 poäng (→ 6:e plats)

### Mountainbike
Herrarnas terränglopp
- Jokin Mujika
  - Final — 2:41:15 (→ 22:e plats)

Damernas terränglopp
- Laura Blanco
  - Final — 2:04.20 (→ 20:e plats)
- Silvia Rovira
  - Final — 2:09.17 (→ 26:e plats)

## Fotboll
Herrar
Coach: Javier Clemente
| Nr | Pos. | Namn               | Födelsedatum (ålder)      | Matcher | Mål |         | Klubb           |
| -- | ---- | ------------------ | ------------------------- | ------- | --- | ------- | --------------- |
| 1  | MV   | Juan Luis Mora     | 12 juli 1973 (23 år)      |         |     | Spanien | Real Oviedo     |
| 2  | MF   | Gaizka Mendieta    | 27 mars 1974 (22 år)      |         |     | Spanien | Valencia        |
| 3  | F    | Aranzábal          | 15 mars 1973 (23 år)      |         |     | Spanien | Real Sociedad   |
| 4  | F    | Javi Navarro       | 6 februari 1974 (22 år)   |         |     | Spanien | Valencia        |
| 5  | F    | Santi              | 9 mars 1974 (22 år)       |         |     | Spanien | Atlético Madrid |
| 6  | MF   | Óscar              | 26 april 1973 (23 år)     |         |     | Spanien | Barcelona       |
| 7  | A    | Raúl               | 27 juni 1977 (19 år)      |         |     | Spanien | Real Madrid     |
| 8  | MF   | Roberto            | 15 januari 1973 (23 år)   |         |     | Spanien | Espanyol        |
| 9  | F    | Sergio Corino      | 10 oktober 1974 (21 år)   |         |     | Spanien | Athletic Bilbao |
| 10 | MF   | José Ignacio       | 28 september 1973 (22 år) |         |     | Spanien | Valencia        |
| 11 | MF   | Iñigo Idiakez      | 8 november 1973 (22 år)   |         |     | Spanien | Real Sociedad   |
| 12 | F    | Aitor Karanka      | 8 augusti 1973 (22 år)    |         |     | Spanien | Athletic Bilbao |
| 13 | MV   | Jorge Aizkorreta   | 6 februari 1974 (22 år)   |         |     | Spanien | Athletic Bilbao |
| 14 | A    | Fernando Morientes | 5 april 1976 (20 år)      |         |     | Spanien | Real Zaragoza   |
| 15 | MF   | Iván de la Peña    | 6 maj 1975 (21 år)        |         |     | Spanien | Barcelona       |
| 16 | A    | Jordi Lardín       | 4 juni 1973 (23 år)       |         |     | Spanien | Espanyol        |
| 17 | F    | Sietes             | 18 februari 1974 (22 år)  |         |     | Spanien | Valencia        |
| 18 | A    | Dani               | 22 december 1974 (21 år)  |         |     | Spanien | Real Zaragoza   |

Gruppspel
|                  | Spelade | Vinster | Oavgjorda | Förluster | Gjorda mål | Insläppta mål | Poäng |
| ---------------- | ------- | ------- | --------- | --------- | ---------- | ------------- | ----- |
| Frankrike U23    | 3       | 2       | 1         | 0         | 5          | 2             | 7     |
| Spanien U23      | 3       | 2       | 1         | 0         | 5          | 3             | 7     |
| Australien U23   | 3       | 1       | 0         | 2         | 4          | 6             | 3     |
| Saudiarabien U23 | 3       | 0       | 0         | 3         | 2          | 5             | 0     |

Slutspel
|  | Kvartsfinal                | Kvartsfinal           |                           |   | Semifinal               | Semifinal               |   |  | Final | Final |
|  |                            |                       |                           |   |                         |                         |   |  |       |       |
|  | 27 juli 1996 - Miami       |                       |                           |   |                         |                         |   |  |       |       |
|  |                            |                       |                           |   |                         |                         |   |  |       |       |
|  | Portugal U23 (förlängning) | 2                     |                           |   |                         |                         |   |  |       |       |
|  | Portugal U23 (förlängning) | 2                     | 30 juli 1996 - Athens     |   |                         |                         |   |  |       |       |
|  | Frankrike U23              | 1                     |                           |   |                         |                         |   |  |       |       |
|  | Frankrike U23              | 1                     | Portugal U23              | 0 |                         |                         |   |  |       |       |
|  | 27 juli 1996 - Birmingham  |                       | Portugal U23              | 0 |                         |                         |   |  |       |       |
|  |                            | Argentina U23         | 2                         |   |                         |                         |   |  |       |       |
|  | Argentina U23              | Argentina U23         | 2                         | 4 |                         |                         |   |  |       |       |
|  | Argentina U23              |                       | 3 augusti 1996 - Athens   | 4 |                         |                         |   |  |       |       |
|  | Spanien U23                | 0                     |                           |   |                         |                         |   |  |       |       |
|  | Spanien U23                | 0                     | Nigeria U23               | 3 |                         |                         |   |  |       |       |
|  | 28 juli 1996 - Birmingham  |                       | Nigeria U23               | 3 |                         |                         |   |  |       |       |
|  |                            | Argentina U23         | 2                         |   |                         |                         |   |  |       |       |
|  | Mexiko U23                 | Argentina U23         | 2                         | 0 |                         |                         |   |  |       |       |
|  | Mexiko U23                 | 31 juli 1996 - Athens |                           | 0 |                         |                         |   |  |       |       |
|  | Nigeria U23                | 2                     |                           |   |                         |                         |   |  |       |       |
|  | Nigeria U23                | 2                     | Nigeria U23 (förlängning) | 4 | Bronsmatch              | Bronsmatch              |   |  |       |       |
|  | 28 juli 1996 - Miami       |                       | Nigeria U23 (förlängning) | 4 | Bronsmatch              | Bronsmatch              |   |  |       |       |
|  |                            | Brasilien U23         | 3                         |   | 2 augusti 1996 - Athens | 2 augusti 1996 - Athens |   |  |       |       |
|  | Brasilien U23              | Brasilien U23         | 3                         | 4 | 2 augusti 1996 - Athens | 2 augusti 1996 - Athens |   |  |       |       |
|  | Brasilien U23              |                       |                           |   |                         | Brasilien U23           | 5 |  |       |       |
|  | Ghana U23                  | 2                     |                           |   |                         | Brasilien U23           | 5 |  |       |       |
|  | Ghana U23                  | 2                     | Portugal U23              | 0 |                         |                         |   |  |       |       |
|  |                            |                       | Portugal U23              | 0 |                         |                         |   |  |       |       |

## Friidrott
Herrarnas 5 000 meter
- Enrique Molina
  - Kval — 13:51,55
  - Semifinal — 14:04,08
  - Final — 13:12,91 (→ 7:e plats)
- Manuel Pancorbo
  - Kval — 13:57,42
  - Semifinal — 14:39,64 (→ gick inte vidare)
- Anacleto Jiménez
  - Kval — 14:16,57
  - Semifinal — 13:50,90 (→ gick inte vidare)

Herrarnas 400 meter häck
- Iñigo Monreal
  - Heat — 52,23s (→ gick inte vidare)
- Oscar Pitillas
  - Heat — 51,35s (→ gick inte vidare)
- Salvador Vila
  - Heat — 50,55s (→ gick inte vidare)

Herrarnas 3 000 meter hinder
- Elisardo de la Torre
  - Heat — 8:42,75 (→ gick inte vidare)

Herrarnas längdhopp
- Jesús Oliván
  - Kval — 7,64m (→ gick inte vidare)

Herrarnas diskuskastning
- David Martínez
  - Kval — NM (→ gick inte vidare)

Herrarnas tiokamp
- Antonio Peñalver
  - Slutligt resultat — 8307 poäng (→ 2:e plats)
- Francisco Javier Benet
  - Slutligt resultat — 8107 poäng (→ 19:e plats)

Herrarnas maraton
- Martín Fiz — 2:13,20 (→ 4:e plats)
- Alberto Juzdado — 2:17,24 (→ 18:e plats)
- Diego García — 2:22,11 (→ 53:e plats)

Herrarnas 50 kilometer gång
- Valentí Massana — 3'44:19 (→  Brons)
- Jaime Barroso — 4'01:09 (→ 22:e plats)
- Jesús Ángel García — fullföljde inte (→ ingen notering)

Men's competition
- - Abel Antón
  - Alejandro Gómez
  - Andrés Manuel Díaz
  - Arturo Ortiz
  - Carlos de la Torre
  - Carlos Sala
  - Daniel Plaza
  - Elisardo de la Torre
  - Fermín Cacho
  - Fernando Vázquez
  - Francisco Javier Navarro
  - Frutos Feo
  - Isaac Viciosa
  - Javier García
  - Jesús Font
  - Jordi Mayoral
  - José Manuel Arcos
  - Juan Gabriel Concepción
  - Manuel Francisco Borrega
  - Manuel Martínez
  - Miguel de los Santos
  - Reyes Estévez
  - Roberto Parra
  - Venancio José Murcia

Damernas 10 000 meter
- Julia Vaquero
  - Kval — 32:27,05
  - Final — 31:27.07 (→ 9:e plats)

Damernas 400 meter häck
- Miriam Alonso
  - Kval — 56,53 (→ gick inte vidare)
- Eva Paniagua
  - Kval — 58,10 (→ gick inte vidare)

Damernas sjukamp
- Inmaculada Clapés
  - Slutligt resultat — 5602 poäng (→ 24:e plats)

Damernas maraton
- Rocío Ríos — 2:30,50 (→ 5:e plats)
- Mónica Pont — 2:33,27 (→ 14:e plats)
- Ana Isabel Alonso — 2:44,12 (→ 49:e plats)

Damernas 10 kilometer gång
- María Vasco — 46:09 (→ 28:e plats)
- Encarna Granados — fullföljde inte (→ ingen notering)
  - Ana Amelia Menéndez
  - Cristina Petite
  - Julia Vaquero
  - María Concepción Paredes
  - María Isabel Martínez
  - María José Mardomingo
  - María Teresa Zúñiga
  - Marta Domínguez
  - Sandra Myers

## Fäktning
Herrarnas florett
- Javier García
- José Francisco Guerra

Herrarnas värja
- César González
- Oscar Fernández
- Fernando de la Peña

Herrarnas värja, lag
- Oscar Fernández, César González, Raúl Maroto

Herrarnas sabel
- Fernando Medina
- Raúl Peinador
- Antonio García

Herrarnas sabel, lag
- Antonio García, Fernando Medina, Raúl Peinador

Damernas värja
- Taymi Chappe
- Rosa María Castillejo

## Handboll
Herrar
Gruppspel
| Lag       | Pld | W | D | L | GF  | GA  | GD  | Poäng |
| --------- | --- | - | - | - | --- | --- | --- | ----- |
| Frankrike | 5   | 4 | 0 | 1 | 145 | 114 | +31 | 8     |
| Spanien   | 5   | 4 | 0 | 1 | 114 | 97  | +17 | 8     |
| Egypten   | 5   | 3 | 0 | 2 | 113 | 103 | +10 | 6     |
| Tyskland  | 5   | 3 | 0 | 2 | 121 | 112 | +9  | 6     |
| Algeriet  | 5   | 0 | 1 | 4 | 95  | 117 | −22 | 1     |
| Brasilien | 5   | 0 | 1 | 4 | 100 | 145 | −45 | 1     |

| Results   | Frankrike | Spanien | Egypten | Tyskland | Algeriet | Brasilien |
| --------- | --------- | ------- | ------- | -------- | -------- | --------- |
| Frankrike |           | 27–25   | 25–20   | 23–24    | 33–22    | 37–23     |
| Spanien   | 25–27     |         | 20–19   | 22–20    | 20–14    | 27–17     |
| Egypten   | 20–25     | 19–20   |         | 24–22    | 19–16    | 31–20     |
| Tyskland  | 24–23     | 20–22   | 22–24   |          | 25–23    | 30–20     |
| Algeriet  | 22–33     | 14–20   | 16–19   | 23–25    |          | 20–20     |
| Brasilien | 23–37     | 17–27   | 20–31   | 20–30    | 20–20    |           |

Slutspel
|  | Semifinaler | Semifinaler |    |         | Final      | Final |  |
|  |             |             |    |         |            |       |  |
|  |             |             |    |         |            |       |  |
|  | Sverige     | 25          |    |         |            |       |  |
|  | Spanien     | 20          |    |         |            |       |  |
|  |             |             |    |         |            |       |  |
|  |             |             |    |         |            |       |  |
|  |             |             |    |         | Sverige    | 26    |  |
|  |             | Kroatien    | 27 |         |            |       |  |
|  |             |             |    |         |            |       |  |
|  |             |             |    |         |            |       |  |
|  |             |             |    |         | Bronsmatch |       |  |
|  |             |             |    |         |            |       |  |
|  | Frankrike   | 20          |    | Spanien | 27         |       |  |
|  | Kroatien    | 24          |    |         | Frankrike  | 25    |  |

## Judo
Herrar
- Ernesto Pérez
- José Tomás Toro
- León Villar
- Roberto Naveira

Damer
- Almudena Muñoz
- Cristina Curto
- Isabel Fernández
- Sara Alvarez
- Yolanda Soler

## Landhockey
Herrar
Coach: Antonio Forrellat
- Jaime Amat
- Pablo Amat
- Javier Arnau
- Jordi Arnau
- Oscar Barrena
- Ignacio Cobos
- Juan Dinarés
- Juan Escarré
- Xavier Escudé
- Juantxo García-Mauriño
- Antonio González
- Ramón Jufresa
- Joaquín Malgosa
- Victor Pujol
- Ramón Sala
- Pablo Usoz

Gruppspel
| Lag       | Spelade | W | D | L | GF | GA | GD  | Poäng |
| --------- | ------- | - | - | - | -- | -- | --- | ----- |
| Spanien   | 5       | 4 | 0 | 1 | 14 | 5  | +9  | 8     |
| Tyskland  | 5       | 3 | 1 | 1 | 10 | 3  | +7  | 7     |
| Indien    | 5       | 2 | 2 | 1 | 8  | 3  | +5  | 5     |
| Pakistan  | 5       | 2 | 1 | 2 | 11 | 8  | +3  | 5     |
| Argentina | 5       | 2 | 0 | 3 | 9  | 13 | –4  | 4     |
| USA       | 5       | 0 | 0 | 5 | 3  | 23 | –20 | 0     |

Slutspel
|  | Semifinaler   | Semifinaler   |   |                | Final          | Final |  |
|  |               |               |   |                |                |       |  |
|  | 31 juli 1996  |               |   |                |                |       |  |
|  | Spanien       | 2             |   |                |                |       |  |
|  | Australien    | 1             |   |                |                |       |  |
|  |               |               |   |                |                |       |  |
|  |               |               |   |                | 2 augusti 1996 |       |  |
|  |               |               |   |                | Spanien        | 1     |  |
|  |               | Nederländerna | 3 |                |                |       |  |
|  |               |               |   |                |                |       |  |
|  |               |               |   |                |                |       |  |
|  |               |               |   |                | Bronsmatch     |       |  |
|  | 31 juli 1996  | 31 juli 1996  |   | 2 augusti 1996 | 2 augusti 1996 |       |  |
|  | Nederländerna | 3             |   | Australien     | 3              |       |  |
|  | Tyskland      | 1             |   |                | Tyskland       | 2     |  |

Damer
Gruppspel
| Lag            | Spelade | W | D | L | GF | GA | GD  | Poäng |
| -------------- | ------- | - | - | - | -- | -- | --- | ----- |
| Australien     | 7       | 6 | 1 | 0 | 24 | 4  | +20 | 13    |
| Sydkorea       | 7       | 4 | 2 | 1 | 18 | 9  | +9  | 10    |
| Storbritannien | 7       | 3 | 2 | 2 | 12 | 11 | +1  | 8     |
| Nederländerna  | 7       | 3 | 2 | 2 | 15 | 15 | 0   | 8     |
| USA            | 7       | 2 | 2 | 3 | 8  | 11 | –3  | 6     |
| Tyskland       | 7       | 2 | 1 | 4 | 10 | 11 | –1  | 5     |
| Argentina      | 7       | 2 | 1 | 4 | 7  | 21 | –14 | 5     |
| Spanien        | 7       | 0 | 1 | 6 | 5  | 17 | –12 | 1     |

## Simhopp
Herrarnas 3 m
- José Miguel Gil
  - Kval — 295,47 (→ gick inte vidare, 31:a plats

- Rafael Álvarez
  - Kval — 208,83 (→ gick inte vidare, 36:e plats)

Damernas 3 m
- Julia Cruz
  - Kval — 205,32 (→ gick inte vidare, 26:e plats)

Damernas 10 m
- Dolores Saez
  - Kval — 216,36 (→ gick inte vidare, 27:e plats)

## Tennis
Herrsingel
- Albert Costa
  - Första omgången — Besegrade Sébastien Lareau (Kanada) 7-6 6-4
  - Andra omgången — Förlorade mot Fernando Meligeni (Brasilien) 6-7 4-6

- Carlos Costa
  - Första omgången — Förlorade mot Andrea Gaudenzi (Italien) 3-6 2-6

- Sergi Bruguera
  - Första omgången — Besegrade Andrei Pavel (Rumänien) 2-6 6-1 8-6
  - Andra omgången — Besegrade Arnaud Boetsch (Frankrike) 7-6 4-6 6-2
  - Tredje omgången — Besegrade Greg Rusedski (Storbritannien) 7-6 7-5
  - Kvartsfinal — Besegrade MaliVai Washington (USA) 7-6 4-6 7-5
  - Semifinal — Besegrade Fernando Meligeni (Brasilien) 7-6 6-2
  - Final — Förlorade mot Andre Agassi (USA) 2-6 3-6 1-6 (→  Silver)

Damsingel
- Arantxa Sánchez Vicario
  - Första omgången — Besegrade Dominique Van Roost (Belgien) 6-1 7-5
  - Andra omgången — Besegrade Silvia Farina (Italien) 6-1 6-3
  - Tredje omgången — Besegrade Brenda Schultz-McCarthy (Nederländerna) 6-4 7-6
  - Kvartsfinal — Besegrade Kimiko Date (Japan) 4-6 6-3 10-8
  - Semifinal — Besegrade Jana Novotná (Tjeckien) 6-4 1-6 6-3
  - Final — Förlorade mot Lindsay Davenport (USA) 6-7 2-6 (→  Silver)

- Conchita Martínez
  - Första omgången — Besegrade Patty Schnyder (Schweiz) 6-1 6-2
  - Andra omgången — Besegrade Radka Zrubáková (Slovakien) 6-1 6-4
  - Tredje omgången — Besegrade Natasha Zvereva (Vitryssland) 6-2 7-5
  - Kvartsfinal — Förlorade mot Mary Joe Fernandez (USA) 6-3 2-6 3-6

- Virginia Ruano Pascual
  - Första omgången — Besegrade Magdalena Grzybowska (Polen) 6-4 6-2
  - Andra omgången — Förlorade mot Iva Majoli (Kroatien) 5-7 3-6